# 193 (numero)
Centonovantatré (193) è il numero naturale dopo il 192 e prima del 194.

## Proprietà matematiche
- È un numero dispari.
- È un numero difettivo.
- È un numero primo.
- È un numero fortunato.
- È un numero felice.
- È parte delle terne pitagoriche (95, 168, 193), (193, 18624, 18625).
- È un numero palindromo nel sistema di numerazione posizionale a base 12 (141).

## Astronomia
- 193P/LINEAR-NEAT è una cometa periodica del sistema solare.
- 193 Ambrosia è un asteroide della fascia principale del sistema solare.

## Astronautica
- Cosmos 193 è un satellite artificiale russo.